# Auto Hebdo (Canada)
Pour les articles homonymes, voir Auto Hebdo.
 (mars 2018).
 (mars 2018).
Auto Hebdo est un magazine canadien des petites annonces automobiles, imprimé et en ligne.
Les sites (AutoHebdo.net et AutoTrader.ca) et publications présentent simultanément les véhicules d’annonceurs commerciaux et privés. Tous les véhicules sont offerts partout au Canada dans les deux langues officielles.
Auto Hebdo est une division de Trader Media Corporation, le leader canadien du domaine des médias verticaux imprimés et en ligne. Ses principaux titres, outre Auto Hebdo, comprennent ; Camions légers, Bateau, Moto et VR, Équipement lourd, et plusieurs autres.
Cette entreprise a été formée en juin 2006, par l’intégration de Classified Media (Canada) Holdings Inc. (Trader Canada) et de Trader Media Corporation (TMC). TMC était alors le plus important éditeur ontarien de publications et de sites Web consacrés aux petites annonces automobiles. TMC avait été fondée en 1975 et avait connu une croissance alimentée par des acquisitions et une croissance interne.